# Distylium elaeagnoides
Distylium elaeagnoides är en trollhasselart som beskrevs av Hung T. Chang. Distylium elaeagnoides ingår i släktet Distylium och familjen trollhasselfamiljen. Inga underarter finns listade i Catalogue of Life.